# Volkmann-Kontraktur
Die Volkmann-Kontraktur (nach Richard von Volkmann) ist eine ischämische Kontraktur der Beugemuskeln am Unterarm.
Es handelt sich hierbei um Weichteilverkürzungen – besonders der Muskeln – aufgrund von Mangeldurchblutung und Nervenschädigung durch suprakondyläre Frakturen in der Kindheit, einengende Gipse, ausgedehnte Hämatome, Ödeme (v. a.im Sinne eines Kompartment-Syndroms) oder Fremdmaterial.
Charakteristisch für die Volkmannkontraktur ist die Beugefehlstellung – Klauenhand – des Handgelenks im Rahmen von Frakturen und Luxationen im Ellbogenbereich.

## Ursache
Eine Schädigung von Arterien und der den Unterarm versorgenden Nerven führt zu entsprechenden muskulären und neurologischen Ausfallerscheinungen.

## Symptome
1. akut einsetzender Schmerz
2. steinhartes, druckempfindliches Gewebe
3. Zeichen der Minderdurchblutung
4. Bewegungseinschränkung

Im frühen Stadium treten Schmerzen im Unterarm mit Taubheits- und/oder Kältegefühl in den Fingern auf. Zusätzlich findet man eine Pulsabschwächung meist in Kombination mit einer Zyanose der Haut. Im weiteren Verlauf kommt es zu einer Atrophie der Unterarm- und Handmuskulatur und in der Folge zur Beuge- und Pronationskontraktur der Hand. Die Fingergrundgelenke sind überstreckt, Fingermittel- und Endgelenke in Flexion (Krallenstellung). Der Daumen ist in Streckstellung und Adduktion fixiert. Die elektrische Erregbarkeit betroffener Muskeln ist erloschen.

## Therapie
Sofortige Abnahme einengender Gipsverbände und evtl. operative Faszienspaltung.